# Polski Komitet do Zwalczania Raka
Polski Komitet do Zwalczania Raka – medyczna organizacja pozarządowa zajmująca się organizacją profilaktyki i leczenia nowotworów. Należy do Stowarzyszenia Europejskich Lig Zwalczania Raka. Powstał 6 lutego 1906 roku z inicjatywy Mikołaja Rejchmana i Józefa Jaworskiego. 6 czerwca 1921 w Warszawie został powołany na nowo pod obecną nazwą. Ponownie działalność Komitetu wznowiono w 1982 roku, z inicjatywy prof. Zbigniewa Wronkowskiego.
Wydawane przez Komitet czasopismo – "Biuletyn Komitetu do Zwalczania Raka" – od 1928 nosi tytuł "Nowotwory".